# SO-04D
docomo NEXT series Xperia GX SO-04D（ドコモ ネクスト シリーズ エクスペリア ジーエックス エスオー ゼロヨンディー）は、ソニーモバイルコミュニケーションズ製のNTTドコモ向けスマートフォン。ドコモの第3.9世代移動通信システム（Xi）と第3世代移動通信システム（FOMA）とのデュアルモード端末である。docomo NEXT seriesのひとつ。

## 概要
SO-02D(NEXT)の事実上の後継機種で、SO-05D(with)とともに日本国内向けのXperiaシリーズでは初となるLTE(Xi)対応モデルである。
SO-01Cのようなアーク状のデザインを採用しており、側面にメタリック調のラインが入っている。おサイフケータイに対応しているが、防水・ワンセグ・モバキャス・赤外線通信には非対応である。
なお、今機種から本体のロゴが「Sony Ericsson」ではなく「SONY」となっている。ただし、背面には旧ソニー・エリクソンのマークが描かれている。これは、ソニーモバイルがソニー・エリクソンから引き継いだ同一の会社であることを消費者に認知させるためで、認知が終わった時期より、マークの使用を止めるとしていたようである。事実、後継かつ兄弟機種であるXperia AX・Xperia VLより、端末背面よりマークはなくなり「XPERIA」のロゴが記されているのみである。
使用する電池パックは、海外でBA900(ソニーブランド)の型番で発売されているものに、ドコモ型番「電池パック SO07」を附番したものである。
ちなみに、この機種のグローバルモデルとしてXperia TXがあるが、こちらはFeliCaがNFCに差し替えられているほか、LTEには非対応である。

## 搭載アプリ
Google標準アプリ
- Google マップ
- Googleマップナビ
- Playストア
- Google 検索
- Gmail
- カレンダー
- Google+
- Google トーク
- Playムービー
- メッセンジャー

メーカー提供アプリ
- Xperia Start Up
- Xperia Home
- Xperia Store
- Xperia Press
- APP NAVI
- PlayNow
- Video Unlimited
- PlayStation Certified
- Reader
- Reader Store

ドコモ提供アプリ
- docomo Palette UI
- dマーケット
- spモード
- dメニュー
- iコンシェル
- iチャネル
- ドコモあんしんスキャン

## 主な機能
| 主な対応サービス                                 | 主な対応サービス                         | 主な対応サービス                       | 主な対応サービス                              |
| ------------------------------------------------ | ---------------------------------------- | -------------------------------------- | --------------------------------------------- |
| タッチパネル／加速度センサー                     | Xi／FOMAハイスピード                     | Bluetooth                              | DCMX／おサイフケータイ／赤外線／トルカ        |
| ワンセグ／モバキャス／FMラジオ                   | メロディコール                           | テザリング                             | WiFi IEEE802.11a/b/g/n                        |
| GPS                                              | spモード／Eメール／電話帳バックアップ    | デコメール／デコメ絵文字／デコメアニメ | iチャネル                                     |
| エリアメール／ソフトウェアーアップデート自動更新 | デジタルオーディオプレーヤー(WMA)(MP3他) | GSM／3Gローミング(WORLD WING)          | フルブラウザ／Flash Player 11.1               |
| Google Play／dメニュー／dマーケット              | Gmail／Google Talk                       | YouTube／Picasa                        | ドコモ地図ナビ／Google Maps／ストリートビュー |

## 歴史
- 2012年5月9日 - ソニーモバイルコミュニケーションズより発表。この時点ではどのキャリアから供給されるのかはアナウンスされていなかった。
- 2012年5月16日 - NTTドコモより正式発表。
- 2012年8月2日 - 事前予約開始。
- 2012年8月9日 - 発売開始[1]。
- 2012年8月29日 - ドイツの家電展示会「IFA 2012」にてXperia T／Xperia TXとしてソニーモバイルコミュニケーションズよりグローバルモデル発表。
- 2013年5月8日 - Android 4.1バージョンアップ対象機種に選定される[2]。
- 2013年7月2日 - Android 4.1へバージョンアップ開始。

## アップデート・不具合など
2012年12月18日のアップデート
- spモードメールやブラウザ閲覧時に画面を回転させるとキーアイコンが非表示になる場合がある。
- 「Google Playブックス」アプリの追加。
- ビルド番号が7.0.D.1.117から7.0.D.1.130になる。

2013年3月28日のアップデート
- Timescapeにて一部アプリとの連携ができない場合がある。
- ビルド番号が7.0.D.1.130から7.0.D.1.137になる。

2013年7月2日のアップデート(OSバージョンアップ)
- 本機特有の主な変更点
  - docomo Palette UIのホーム画面でアプリをフォルダ管理できるようになる。
  - Xperia ホームのアプリトレイでアプリをフォルダ管理できるようになる。
  - ロック解除方法にスワイプ機能を追加。
  - タスク管理画面で起動中のアプリを全終了できるボタンが追加される。
  - 小さなウインドウで別のアプリを利用できる「スモールアプリ」の追加。
  - カメラUIの改善。停止画・動画がモード切替なしで撮影でき、インカメラ・フロントカメラの切替ボタンも追加される。
  - POBox Touchキーボードでのサイズ調整ができるようになる。
  - 「ダイアルと連絡先」のデザインの変更。
- Android 4.1における共通の変更点
  - Android OS全体で、表示速度とタッチ反応が向上。
  - Google Nowへの対応。
  - ステータスバーから次のアクションが可能に。
- ドコモ共通の変更点
  - データ保管BOXへ対応。
- 不具合修正
  - しゃべってコンシェルでアラームを設定すると、アラームが鳴動しない場合がある。
- ビルド番号が7.0.D.1.137から9.1.C.0.475になる[注釈 4]。

2013年9月18日のアップデート
- 携帯電話（本体）の操作中に再起動する場合がある。
- 充電中に電池残量が正しく表示されない場合がある。
- ビルド番号が9.1.C.0.475から9.1.C.1.103になる。